# 大村博美
大村 博美（おおむら ひろみ、は、東京都生まれの日本の声楽家、オペラ歌手（ソプラノ）。
東京藝術大学大学院修了後、イタリア・ミラノに渡り研鑽を積む。その後、フランス・パリ近郊に在住し、世界各国で公演。二期会会員。

## 人物・来歴
1970年生まれ。田園調布雙葉中学校・高等学校で三浦智津子に師事。東京藝術大学音楽学部声楽科を経て、同大学院独唱専攻を修了。1996年にイタリアへ留学。マルセイユ歌劇場国際オペラコンクール第1位など、数々の国際コンクールに入賞。
フランスパリ近郊在住。日本国内より海外での活動が多く、イタリア、スペイン、オーストリア、イギリス、ドイツ、スペイン、スイス、ポーランド、フィンランド、ラトビア、エストニアなどのヨーロッパを中心に、アメリカ、カナダ、オーストラリア、イスラエル、マレーシアなどで活動。

## 年表

### 経歴（海外）
1998年
イタリア・マントヴァ市国際オペラコンクール最高位
1999年
イタリア・レッジョ・エミリア市立歌劇場国際オペラコンクール第2位
イタリア・サンレーモフィルハーモニーオーケストラ、スペイン・パルマシンフォニーオーケストラ等とオペラ・コンサートや宗教曲のソリストとして共演
イタリア・ヴェローナ市音楽協会「Le Voci」主催のコンサートやオペラに出演し、年間最優秀歌手として「Le Voci賞」受賞
2000年
オーストリア・ベルヴェデーレ国際コンクール（ウィーン） オペラ部門入賞、モリオカ賞受賞
フランス・マルセイユ国立オペラ歌手研修所「CNIPAL」(フランス政府からの給費)にて1年間研修
2001年
フランス・パリ国際声楽コンクール オペラ部門第3位
フランス・マルセイユ歌劇場国際オペラコンクール第1位・＜ライオンズ・クラブ・オペラ賞＞受賞
フランス・カンヌ管弦楽団共演（モーツァルト『ハ短調ミサ曲』）
2002年
『ベアトリスとベネディクト（主役のエーロ役）』＠フランス・パリオペラ＝コミック座（パリ国立管弦楽団 マルク・スーストロ指揮）
フランス・マルセイユ歌劇場 ガラ・コンサート
2003年
オラトリオ『エリアス』『真夏の夜の夢』＠フランス・シャンゼリゼ劇場（クルト・マズア指揮フランス国立管弦楽団）
2004年
『蝶々夫人（主役（タイトル・ロール）の蝶々夫人役）』＠フランス・リル歌劇場
2005年
『蝶々夫人（蝶々夫人役）』＠フランス・メッス歌劇場
ヘンデル『メサイア』＠フランス・アミアン文化会館・コンピエーニュ帝国劇場・ラン芸術会館（（ピカルディー・オーケストラ、指揮：パスカル・ヴェロ）でソロとして出演
トーリード『イフィジニー（ディアーヌ役）』＠フランス・ナンシー国立歌劇場・カン歌劇場
2006年
フランス・モン・サン＝ミシェル教会、イギリス・セント・ポール大聖堂（ロンドン）など数箇所でヨハネス・ブラームス『ドイツ・レクイエム』を歌唱
『フィガロの結婚（伯爵夫人ロジーナ役）』＠フランス・ロレーヌ国立歌劇場
2007年
ピエトロ・マスカーニ『ザネット（シルヴィア役）』＠フランス・ナンシー国立歌劇場
2008年
新年コンサート「ヴェルディのゆうべ」＠フランス・ナンシーロレーヌ国立歌劇場
『蝶々夫人（蝶々夫人役）』＠ドイツ・ベルリン、＠イスラエル・テルアヴィブ、＠カナダ・モントリオール、＠スペイン・マラガ／サンタンデール／コルドバ
2009年
『蝶々夫人（蝶々夫人役）』＠スイス・ベルリン、＠ポーランド・ワルシャワ、＠フィンランド・サヴォンリンナ、＠スペイン・ヒホン、
グノー「ファウスト」＠フランス・ナンシーロレーヌ国立歌劇場
2010年
ヴェルディ『シモン・ボッカネグラ（アメーリア役）』＠カナダ・モントリオール歌劇場
『蝶々夫人（蝶々夫人役）』＠ポーランド・ワルシャワ国立歌劇場
ヴェルディ『オテロ（デズデーモナ役）』＠フランス・ロレーヌ国立歌劇場
2011年
マレーシアフィルハーモニーオーケストラと季節コンサート「Songs of Love」（指揮者： Kevin Field　テノール： Marc Hervieux）＠マレーシア・クアラルンプール
『蝶々夫人（蝶々夫人役）』＠ポーランド・ワルシャワ国立歌劇場
日本のためのチャリティーコンサート「Hope Japan」＠フランス・シャンゼリゼ劇場
『フィガロの結婚（伯爵夫人役）』＠フランス・ロレーヌ国立歌劇場
コンサート「親愛なる日本 」ホセ・クーラ（Jose Cura：テノール歌手）ジョイントチャリティーオペラコンサート（指揮者： ティート・ムニョーズ、ナンシーオペラシンフォニーオーケストラ、ブルーノ・プラティコ(Bruno Pratico：バスバリトン)）＠フランス・ナンシーロレーヌ国立歌劇場
『ノルマ』（指揮： Roberto Rizzi Brignoli）＠スイス・ローザンヌオペラ
2012年
ヴェルディ『イル トロヴァトーレ』＠カナダ・モントリオールオペラ
ヴェルディ『オテッロ（デズデモナ役）』＠フランス・トゥーロン歌劇場
『蝶々夫人（蝶々夫人役）』＠オーストラリア・シドニー＆メルボルン
2013年
ベッリーニ 「ノルマ」＠フランス・トゥーロン歌劇場
2014年
『蝶々夫人（蝶々夫人役）』＠オーストラリア・シドニー シドニーオペラハウス、＠ブラジル・リオデジャネイロ リオデジャネイロ市立劇場
『プッチーニ 「トゥーランドット」（リユー役）』＠カナダ・モントリオール
クリスマス リサイタル＠フランス・モンリュソン サン・ピエール教会
2015年
ニューイヤー リサイタル＠フランス・ヴィシー サン・ルイ教会
プッチーニ 「蝶々夫人」  ＠フランス・Néris-les-Bains モントリオール歌劇場、＠オーストラリア・メルボルン メルボルン アーツセンター 州立劇場、＠オーストラリア・シドニー シドニーオペラハウス ジョーン・サザーランド劇場、＠ラトビア・リガ ラトビア国立歌劇場
2016年
プッチーニ 「蝶々夫人」  ＠カナダ・モントリオール モントリオール歌劇場、＠ラトビア・リガ ラトビア国立歌劇場
2017年
プッチーニ 「蝶々夫人」 ＠カナダ・ウィニペグ センテニアル コンサート ホール、＠ラトビア・リガ ラトビア国立歌劇場
2018年
プッチーニ 「蝶々夫人」 ＠フランス・マディラン ラトビア国立歌劇場、＠イタリア・トスカーナ グラン テアトロ ジャコモ・プッチーニ（野外大劇場）、＠ラトビア・リガ ラトビア国立歌劇場、＠フィンランド・ヘルシンキ フィンランド国立歌劇場
2019年
プッチーニ 「蝶々夫人」 ＠イタリア・トスカーナ グラン テアトロ ジャコモ・プッチーニ（野外大劇場）、＠アメリカ・ポートランド Keller Auditorium、＠エストニア・タルトゥ ヴァネムイネ劇場、＠ラトビア・リガ ラトビア国立歌劇場
2020年
プッチーニ 「蝶々夫人」 ＠エストニア・タルトゥヴァネムイネ劇場

### 経歴（日本）
2002年
二期会創立50周年記念公演『椿姫』のタイトル・ロールヴィオレッタ役でデビュー
2003年
『フィガロの結婚』の伯爵夫人ロジーナ役＠新国立劇場富山公演
2004年
『カルメン』のミカエラ役＠新国立劇場
2005年
『蝶々夫人』のタイトル・ロール＠新国立劇場
2006年
『道化師』でネッダ役＠新国立劇場に出演
ソプラノリサイタル＠トッパンホール
ジュゼッペ・ヴェルディ歌劇『ドン・カルロ』のエリザベッタ役＠新国立劇場
2007年
『カルメン（ミカエラ役）』＠新国立劇場
第23回〈東京の夏〉音楽祭2007 オープニング・コンサート＠東京オペラシティコンサートホールでモーツァルト「大ミサ曲（ハ短調ミサ）」 ソプラノソロ（東京フィルハーモニー交響楽団）
『大村博美 & 甲斐栄次郎』ジョイントコンサート ～ オペラ・アリアで綴る愛の形 ～＠トッパンホール、オペラガラコンサート＠新国立劇場
『カルメン』のミカエラ役＠新国立劇場
2008年
『オペラ・アリアの夕べ』＠トッパンホール
2009年
東京シティ・フィルハーモニック管弦楽団　第232回定期演奏会
2013年
「ワルキューレ」9月
2014年
PMF（パシフィック・ミュージック・フェスティバル） @札幌コンサートホール Kitara
2016年
フィガロの結婚 伯爵夫人 @東京文化会館 大ホール
コンサート： ヴェルディ、プッチーニを歌う @トッパンホール
東京交響楽団　特別演奏会「第九と四季」 @サントリーホール
2017年
プッチーニ 「トスカ」２月 @東京文化会館 大ホール
プッチーニ 「蝶々夫人」10月 @東京文化会館 大ホール
2018年
MIKIMOTO 第58回 日本赤十字社 献血チャリティ・コンサート New Year Concert 2018 @サントリーホール
リサイタル　オペラ・アリアの夕べ @月瀬ホール
ソロリサイタル @和光大学ポプリホール鶴川
2019年
「蝶々夫人」2019年10月 @東京文化会館 大ホール
ソロリサイタル @トッパンホール
2020年
「ヴェルディ『椿姫』」2月 @東京文化会館 大ホール
「第5回オペラ歌手紅白対抗歌合戦 ～声魂真剣勝負〜」12月 @サントリーホール

## メディア出演

### 映画
- プッチーニ「蝶々夫人 」— オペラ オーストラリア 2012/13 イタリア語上演・英語字幕、155分

### テレビ
- NHK教育
  - 第49回 NHKニューイヤーオペラコンサート（2006年1月3日）
  - 芸術劇場　ピエトロ・マスカーニ『ザネット』シルヴィア役 （2007年10月5日）
  - 第50回 NHKニューイヤーオペラコンサート（2007年1月3日）
  - 芸術劇場　『カルメン』ミカエラ役 （2008年2月15日）
  - 第52回 NHKニューイヤーオペラコンサート（2009年1月3日）
  - 第53回 NHKニューイヤーオペラコンサート（2010年1月3日）
  - 第54回 NHKニューイヤーオペラコンサート（2011年1月3日）
  - 第56回 NHKニューイヤーオペラコンサート（2013年1月3日）[2]
  - 第57回 NHKニューイヤーオペラコンサート（2014年1月3日）[3]
  - 第60回 NHKニューイヤーオペラコンサート（2017年1月3日）[4]
  - 第61回 NHKニューイヤーオペラコンサート（2018年1月3日）[5]
  - 第62回 NHKニューイヤーオペラコンサート（2019年1月3日）[6]
  - 第63回 NHKニューイヤーオペラコンサート（2020年1月3日）[7]
  - 第64回 NHKニューイヤーオペラコンサート（2021年1月3日）[8]
- NHK BShi
  - ハイビジョン ウィークエンド シアター 『ドン・カルロ』エリザベッタ役 （2007年10月20日）
- NHK BS2

クラシック倶楽部『大村博美 & 甲斐栄次郎 演奏会』 （2007年11月5日）
- NHK BSプレミアム

日本のためのチャリティーコンサート「Hope Japan」＠シャンゼリゼ劇場（フランス）（プレミアムシアター：2011年4月30日）

### 雑誌
- 音楽の友

[2008年3月号]
[2011年11月号]
- MOSTLY CLASSIC（モーストリークラシック）

[2012年1月号]

### DVD/Blu-ray/CD
- プッチーニ歌劇「蝶々夫人 」オーストラリア 2012
- プッチーニ歌劇「蝶々夫人 」〜シドニーハーバー・野外公演ライブ〜2014